# Урочище «Студянка»
Уро́чище «Студя́нка» — гідрологічний заказник місцевого значення в Україні. Об'єкт природно-заповідного фонду Рівненської області. 
Розташований у межах Дубенський району Рівненської області, неподалік від села Студянка. 
Площа 64 га. Статус надано згідно з рішенням облвиконкому від 22.11.1983 року № 343 (зміни згідно з рішенням облвиконкому від 18.06.1991 року № 98). Перебуває у віданні Смизької селищної ради. 

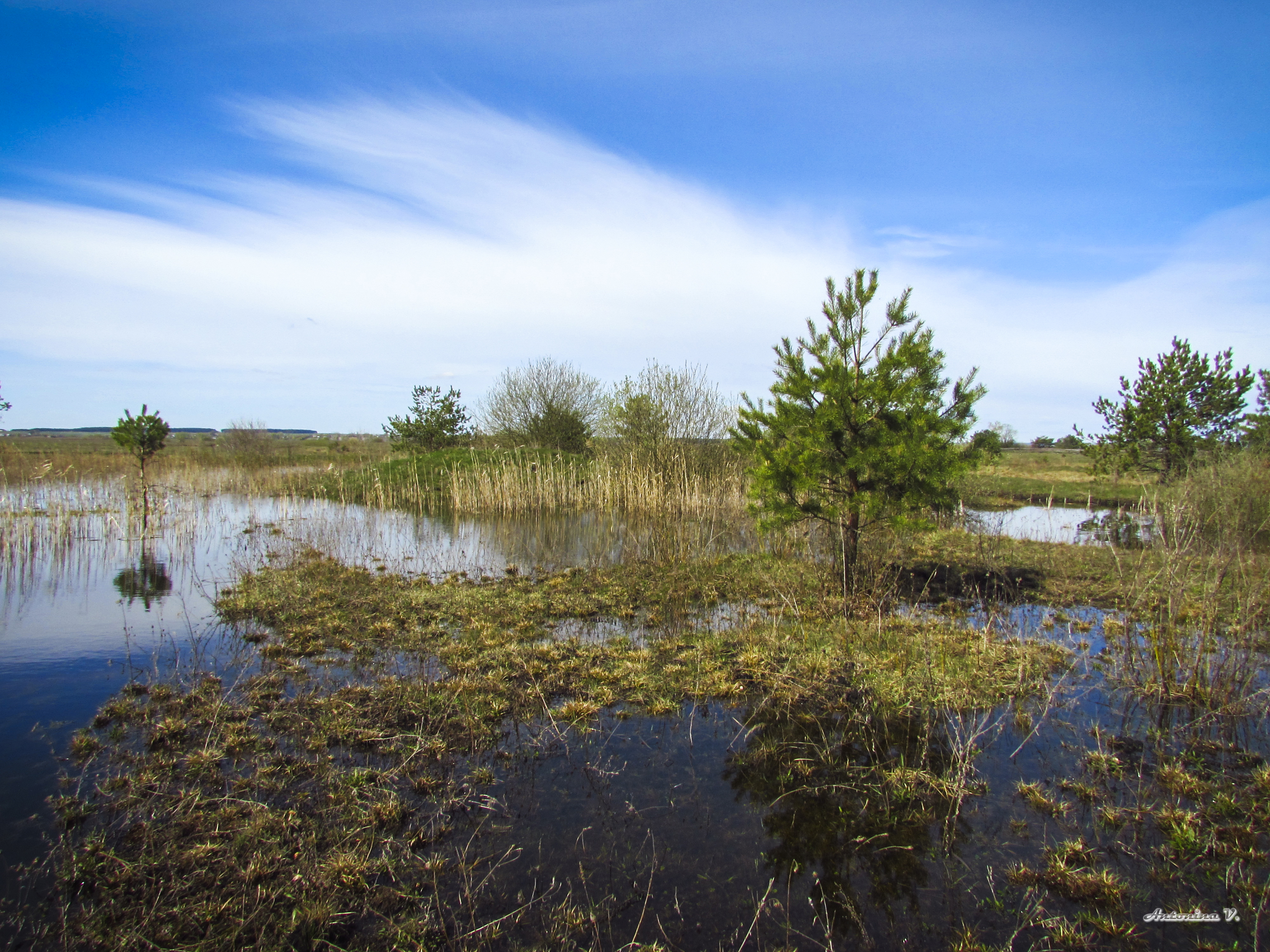
Затоплена долина річки Іква навесні

Статус надано з метою збереження природного комплексу в заболоченій правобережній частині долини річки Іква (притока Стиру).